# هاماماتسو آرنا
 هاماماتسو آرنا  (به انگلیسی: Hamamatsu Arena) سالن چند منظوره در ژاپن است.
مهمترین رویداد ورزشی در این سالن جام جهانی بسکتبال ۲۰۰۶ بوده است.